# Molophilus diversilobus
Molophilus diversilobus là một loài ruồi trong họ Limoniidae. Chúng phân bố ở miền Ấn Độ - Mã Lai.